# Phoenix Raceway
Le Phoenix  Raceway (anciennement ISM Raceway ou Phoenix International Raceway) est un circuit automobile à faible inclinaison, en forme de triangle-ovale situé à Avondale dans l'État d'Arizona. 
Le circuit ouvre ses portes en 1964 et constitue le nouveau lieu des rencontres sportives automobiles dans la région de Phoenix, en remplacement de l'Arizona State Fairgrounds. 
Le complexe est actuellement détenu et exploité par International Speedway Corporation.
La piste en asphalte avait à l'origine une distance de 2,5 milles (4,023 km) car la course avait lieu tant en dehors que sur le tri-ovale actuel. En 1991, le circuit a été reconfiguré pour arriver à son aménagement intérieur actuel d'1,51 milles (2,43 km). Les tribunes du stade Phoenix Raceway ont une capacité estimée à environ 51 000 places. L'éclairage a été installé autour de la piste en 2004 après que la NASCAR a décidé d'y organiser chaque année un deuxième weekend de course.
Le circuit est actuellement l'hôte de deux courses comptant pour le championnat de Nascar Cup Series (la Season Final 500 et la Shriners Children's 500) au même titre que treize autres circuits.
Entre 2018 et janvier 2020, le circuit a porté le nom d'ISM Raceway à la suite de l'acquisition des droits du nom par la société Ingenuity Sun Media (ISM). Ce sponsoring ayant cessé, le circuit a repris l'ancienne dénomination de 2017.

## Histoire
Le Phoenix Raceway a été construit en 1964 autour des montagnes « Estrella » à la périphérie d'Avondale dans l'État d'Arizona.
En raison du terrain et de l'incorporation d'un parcours routier et d'une piste de drag, les concepteurs ont du insérer un « dogleg  » (un pli) dans le la ligne droite arrière. Le parcours original était d'une longueur de 2 milles (3,219 kilomètres) et se trouvait à la fois à l'intérieur et à l'extérieur de la piste ovale principale.
Les collines adjacentes au circuit offrent également une vue unique sur le circuit. La«  Monument Hill », située le long des virages 3 et 4, est la préférée des fans à cause de sa vue exceptionnelle sur le circuit et le prix des billets moins chers. À son sommet, on trouve le bâtiment référence de l'United States Geological Survey (USGS) dénommé le Gila and Salt River Meridian, actuellement inscrit au Registre national des lieux historiques. Bien avant que le Phoenix Raceway n'existe, ce lieu était déjà le point d'observation terrestre original pour tout ce qui deviendra plus tard l'état de l'Arizona.
Le Phoenix Raceway a été construit dans le but d'être le « rendez-vous » occidental des courses de voitures. Les voitures de sport et USAC ont commencé à courir sur la piste en 1964, et le circuit devient très vite le favori des pilotes remplaçant l'ancien circuit dénommé Arizona State Fairgrounds.
La NASCAR arrive sur le circuit en 1978. Cependant, ce n'est pas avant la saison 1988 que les Cup Series s'y disputeront. Après l'annonce de l'arrivée de la NASCAR, le Phoenix Raceway érige un bâtiment de 3 étages composé de suites, à l'extérieur du virage no 1 portant ainsi la capacité de la tribune à 30 000 places. Un an auparavant, la tribune principale du circuit avait été frappée par la foudre l'incendiant complètement mais sa reconstruction fut achevée à temps pour la première course des NASCAR Cup Series. Celle-ci est remportée par Alan Kulwicki lequel effectuera, dans le sens inverse de la course, le premier tour d'honneur du circuit (célébration dénommée « Polish Victory Lap »).
En 1991, le vieux circuit routier de 2,5 milles (4 km) est enlevé et remplacé par un circuit routier intérieur de 1,51 milles (2,43 km). En 1996, la capacité de la tribune principale est augmentée pour atteindre 65 000 spectateurs. En avril 1997, la société International Speedway Corporation (ISC) devient officiellement propriétaire du Phoenix Raceway auparavant propriété d'Emmett "Buddy" Jobe. L'aspect des courses au Phoenix Raceway changent radicalement en 2003. Le virage no 2 est modifié en repoussant le mur extérieur pour rendre la course plus sûr. À l'origine, le mur se terminait là où l'ancien tracé routier traversait la piste ovale. Dans le même temps, un tunnel d'accès est construit sous le virage no 4. Auparavant, les véhicules devaient utiliser des portes croisées et les piétons devaient emprunter un pont de liaison. En 2004, la NASCAR annonce qu'un deuxième week-end de courses serait organisée au Phoenix Raceway dès la saison 2005. Après cette annonce, l'éclairage est installé pour permettre à la course NASCAR nouvellement programmée d'avoir lieu en soirée. L'ajout d'un deuxième week-end de course NASCAR a eu des effets sur l'économie de l'État de l'Arizona. Une étude de l'Université d'État de l'Arizona a estimé que le Phoenix Raceway rapportait près de 473 millions de dollars par an à l'État de l'Arizona. Les courses d'IndyCar Series cessent sur le circuit en 2005 mais reprennent dès la saison 2016. Pendant cette interruption, les voitures d'IndyCar utilisaient encore le circuit pour y réaliser des essais.
En 2006, la tribune Allison est agrandie entre le 1er et le 2e virage, portant son nombre de sièges à 76 800. Cette extension inclut le salon exclusif Octane situé au sommet des tribunes surplombant le premier virage. En 2008, un bar sportif avec grill unique en son genre dénommé Speede Cantina est implanté à l'extérieur du virage no 2. Au début de 2010, certaines des tribunes le long de la ligne arrière sont enlevées pour laisser plus de place aux véhicules récréatifs, ce qui fait chuter la capacité d'accueil à environ 67 000 places.
Le 11 juin 2015, les propriétaires du circuit annoncent que la piste sera renommée « Jeff Gordon Raceway » à l'occasion de la course Quicken Loans Race for Heroes 500 2015 (en), en l'honneur de ce pilote qui disputait sa dernière saison NASCAR comme pilote à temps plein en 2015.
Fin 2016, il est annoncé que le nom officiel du circuit devient le Phoenix Raceway à la suite de l'abandon du mot International,.
La même année, la piste est officiellement contrôlée par l'IndyCar et détermine qu'elle mesure exactement 1,022 milles (1,645 kilomètres).
En septembre 2017, la société propriétaire du circuit crée un partenariat avec la société Ingenuity Sun Media (ISM Connect) pour renommer le circuit en « ISM Raceway » pour le début de la saison 2018. Ce sponsoring cesse le 2 janvier 2020 et le circuit reprend sa dénomination précédente.
Le 22 juin 2018, l'IndyCar déclare qu'elle ne reviendra pas sur le circuit en 2019 en raison des courses médiocres et des faibles fréquentations.

### Rénovations de 2011
En novembre 2010, les propriétaires du circuit et le conseil municipal d'Avondale annoncent un plan de développement à long terme du circuit pour un montant de 100 millions de dollars, dont 15 millions destinés à la réfection de la piste qui n'avait plus été faite depuis 1990 ainsi que pour la construction d'un nouveau centre destinés aux médias. Les plans comprennent également une reconfiguration de la piste.
Le tronçon avant est élargi passant de 52 pieds (16 m) à 62 pieds (19 m), les stands sont modifiés, leur revêtement passant de l'asphalte au béton, le dog-leg ou virage serré (entre les virages no 2 et no 3) est déplacé vers l'extérieur de 95 pieds (29 m) y resserrant le rayon de braquage passant de 800 pieds à 500 pieds (152 m). Une inclinaison progressive a été implantée dans les virages :
- Les virages no 1 et no 2, qui avaient 11 degrés d'inclinaison passent à une inclinaison de 10 degrés sur le bas et 11 degrés sur le dessus.
- Les virages no 3 et no 4, qui avaient 9 degrés d'inclinaison, passent à 8 degrés dans le bas et 9 dans le haut.

Le chef de projet Bill Braniff, directeur principal de la construction chez North American Testing Corporation (NATC), une filiale de la société mère Phoenix Raceway International Speedway Corporation, a déclaré: «Tous les changements - y compris l'ajustement du virage serré (dog-leg) - seront mis en place afin de donner des opportunités supplémentaires aux pilotes pour pouvoir rouler côte à côte. Nous sommes très confiants que nous aurons des courses multi-groove à Phoenix dès le premier jour en raison de l'inclinaison variable qui sera mise en place.»,.
Le circuit routier intérieur est également démoli et enlevé, faisant du Phoenix Raceway un circuit exclusivement de type ovale. Les travaux de reconfiguration se terminent à la mi-août 2011 et les 29 et 30 août, cinq pilotes testent la nouvelle piste. Ils décrivent le nouveau « dogleg » et la ligne droite arrière comme une montagne russe car en fonction des inclinaisons, ils entrent dans les virages par le bas puis remontent en sortie de virage pour replonger vers le bas dans l'entrée du virage suivant. Les 4 et 5 octobre, diverses écuries de NASCAR Cup Series testent l'ovale lequel est ouvert au public. Plus de 7 millions de dollars sont dépensés pour raccorder la complexe aux réseaux d'aqueduc et d'égoutage d'Avondale. Ces travaux débutent après la course Subway Fresh Fit 500 2011 (en).

### Rénovations de 2018
Le 30 janvier 2017, Phoenix Raceway et la société « ISC » annonce que des travaux de rénovation d'un montant de 178 millions de $ seront entrepris. Le projet dénommé « Phoenix Raceway Project Powered By DC Solar » est achevé en novembre 2018.
La ligne de départ est déplacée entre le virage 2 et le « dogleg », ce qui font que les virages 3 et 4 deviennent les virages 1 et 2 et vice-versa. L'entrée de la ligne des puits reste au même endroit, après le nouveau virage 2 (ancien virage 4), mais sa sortie est déplacée après le « dogleg ». Les puits sont aussi reconfigurés dans le secteur des nouveaux virages 3 et 4. L'ensemble des estrades devant l'ancienne ligne de départ sont retirées pour faire place à des espaces pour véhicules récréatifs. De nouvelles estrades sont construites du côté des nouveaux virages 3 et 4 et du « dogleg », portant la capacité assise à 45 000 places. Plusieurs ajouts sont faits pour améliorer l'expérience des spectateurs, allant d'une zone d'animation à l'ajout de téléviseurs dans les zones communes.

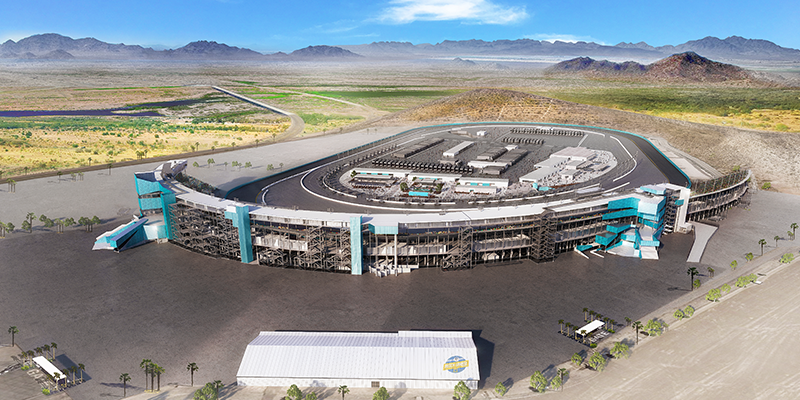
Projet relatif aux nouvelles installations.

## Courses organisées sur le circuit

### Actuelles
- NASCAR Cup Series
  - FanShield 500 : au printemps, depuis 2005
  - NASCAR Cup Series Championship Race : en automne, depuis 1988 et en fin de saison depuis 2020 (finale du championnat)
- NASCAR Xfinity Series
  - GOVX 200 : au printemps, depuis 2005
  - NASCAR Xfinity Series Championship Race : en automne, depuis 1999 (finale du championnat)
- NASCAR Crfatsman Truck Series
  - NASCAR Craftsman Series Championship Race : en automne, depuis 1995 (finale du championnat)

### Anciennes
- Atlantic Championship
- CART
  - Slick-50 200 : de 1979 à 1995
- Grand-Am Rolex Sports Car Series
  - The GAINSCO Grand Prix : de 2000 à 2006
- NASCAR K&N Pro Series West
  - Talking Stick Resort 75 : de 1998 à 2014
- IndyCar Series
  - Desert Diamond West Valley Phoenix Grand Prix : de 1996 à 2005 et de 2016 à 2018
- NASCAR Autozone Elite Division, Southwest : de 1988 à 2006
- USAC Indy Car
  - Phoenix 150 : de 1964 à 1978
- USAC Silver Crown Champ Car Series
  - Copper World Classic : de 1989 à 2009
- USAC Honda National Midget Championship
  - Copper World Classic : de 1980 à 2009
- Indy Lights
  - Phoenix Grand Prix : de 1986 à 1995, 2003 à 2005, 2016
- NASCAR K&N Pro Series West
  - Casino Arizona 50 : de 1978 à 1984, de 1988 à 1996, 2003, 2004, de 2010 à 2014
- NASCAR Mexico Series
  - Toyota 120 : de 2013 à 2015

## Records du circuit
| Catégorie                                               | Temps     | Pilote                | Voiture                         | Saison | Nom de la course                              |
| ------------------------------------------------------- | --------- | --------------------- | ------------------------------- | ------ | --------------------------------------------- |
| Oval 1,022 milles (1,645 km) (depuis 2011),             |           |                       |                                 |        |                                               |
| IndyCar                                                 | 0:19.7379 | Tony Kanaan           | Dallara DW12                    | 2016   | Desert Diamond West Valley Phoenix Grand Prix |
| Indy Lights                                             | 0:22.5541 | Kyle Kaiser           | Dallara IL-15                   | 2016   | Indy Lights Grand Prix of Phoenix             |
| NASCAR Cup                                              | 0:26.450  | Denny Hamlin          | Toyota Camry                    | 2019   | Bluegreen Vacations 500                       |
| NASCAR Truck                                            | 0:26.774  | Zane Smith (en)       | Chevrolet Silverado             | 2020   | Lucas Oil 150                                 |
| NASCAR Xfinity                                          | 0:27.234  | Justin Allgaier (en)  | Chevrolet Camaro                | 2018   | DC Solar 200                                  |
| ARCA Menards                                            | 0:27.313  | Connor Zilisch (en)   | Chevrolet Camaro SS             | 2024   | Desert Diamond Casino West Valley 100         |
| Oval 1,022 milles (1,645 km) (1964–2010)                |           |                       |                                 |        |                                               |
| IRL                                                     | 0:20.791  | Arie Luyendyk         | Reynard 95I                     | 1996   | Dura Lube 200                                 |
| CART                                                    | 0:21.240  | Emerson Fittipaldi    | Penske PC-24                    | 1995   | Slick 50 200                                  |
| Indy Lights                                             | 0:23.227  | Greg Moore            | Lola T93/20                     | 1995   | Phoenix Indy Lights round                     |
| Circuit routier 1,510 milles (2,43 km) (1991–2011),     |           |                       |                                 |        |                                               |
| IMSA GTP                                                | 0:50.695  | Juan Manuel Fangio II | Eagle MkIII (en)                | 1992   | Checker Grand Prix                            |
| LMP900                                                  | 0:54.795  | James Weaver          | Riley & Scott Mk III (en)       | 2002   | United Auto 200                               |
| IMSA GTP Lights                                         | 0:56.262  | Dan Marvin (en)       | Spice SE91P (en)                | 1992   | Checker Grand Prix                            |
| WSC                                                     | 0:56.675  | Fermín Vélez          | Ferrari 333 SP                  | 1995   | Exxon World Sports Car Championships          |
| Daytona Prototype (en)                                  | 0:57.159  | Max Angelelli         | Riley MkXI (en)                 | 2004   | Phoenix 250                                   |
| LMP675                                                  | 0:57.418  | Marino Franchitti     | Lola B2K/40                     | 2002   | United Auto 200                               |
| Barber Pro (en)                                         | 0:58.201  | Nicolas Rondet (en)   | Reynard 98E (en)                | 2001   | Phoenix Barber Pro round                      |
| IMSA GTS                                                | 0:58.473  | Darin Brassfield (en) | Oldsmobile Cutlass (en)         | 1993   | Checker Grand Prix                            |
| Grand-Am GTS                                            | 1:00.011  | Tommy Riggins (en)    | Ford Mustang                    | 2003   | AJ's Fine Foods 250                           |
| IMSA GTS-1                                              | 1:00.376  | Charles Morgan (en)   | Oldsmobile Cutlass Supreme (en) | 1995   | Exxon World Sports Car Championships          |
| GT1 (GTS) (en)                                          | 1:00.434  | Chris Bingham (en)    | Saleen S7-R                     | 2002   | United Auto 200                               |
| American GT (AGT)                                       | 1:00.435  | Doug Goad (en)        | Chevrolet Corvette (C5)         | 2002   | United Auto 200                               |
| Grand-Am GTO                                            | 1:01.122  | Terry Borcheller      | Saleen Ford Mustang             | 2000   | Phoenix Sun Automotive 200                    |
| GT                                                      | 1:01.338  | Bill Auberlen         | BMW M3 (E46)                    | 2004   | Phoenix 250                                   |
| IMSA GTO                                                | 1:01.818  | Joe Pezza (en)        | Oldsmobile Cutlass (en)         | 1993   | Checker Grand Prix                            |
| Grand-Am GTU                                            | 1:01.900  | Bill Auberlen         | BMW M3 (E36)                    | 2000   | Phoenix Sun Automotive 200                    |
| Porsche Carrera Cup                                     | 1:03.904  | David Murry           | Porsche 911 (996) GT3 Cup       | 2004   | Phoenix 250                                   |
| IMSA Supercar                                           | 1:08.921  | Shawn Hendricks (en)  | Nissan 300ZX Turbo Stillen      | 1993   | Checker Grand Prix                            |
| Circuit routier long 2,7 milles (4,345 km) (1964–1990), |           |                       |                                 |        |                                               |
| Group 4 (en)                                            | 1:44.400  | Dave MacDonald (en)   | Cooper Monaco King Cobra        | 1964   | Phoenix National Open                         |
| Group 3 (en)                                            | 1:53.000  | Ernie Kesling (en)    | Shelby Cobra                    | 1965   | Phoenix National Races                        |

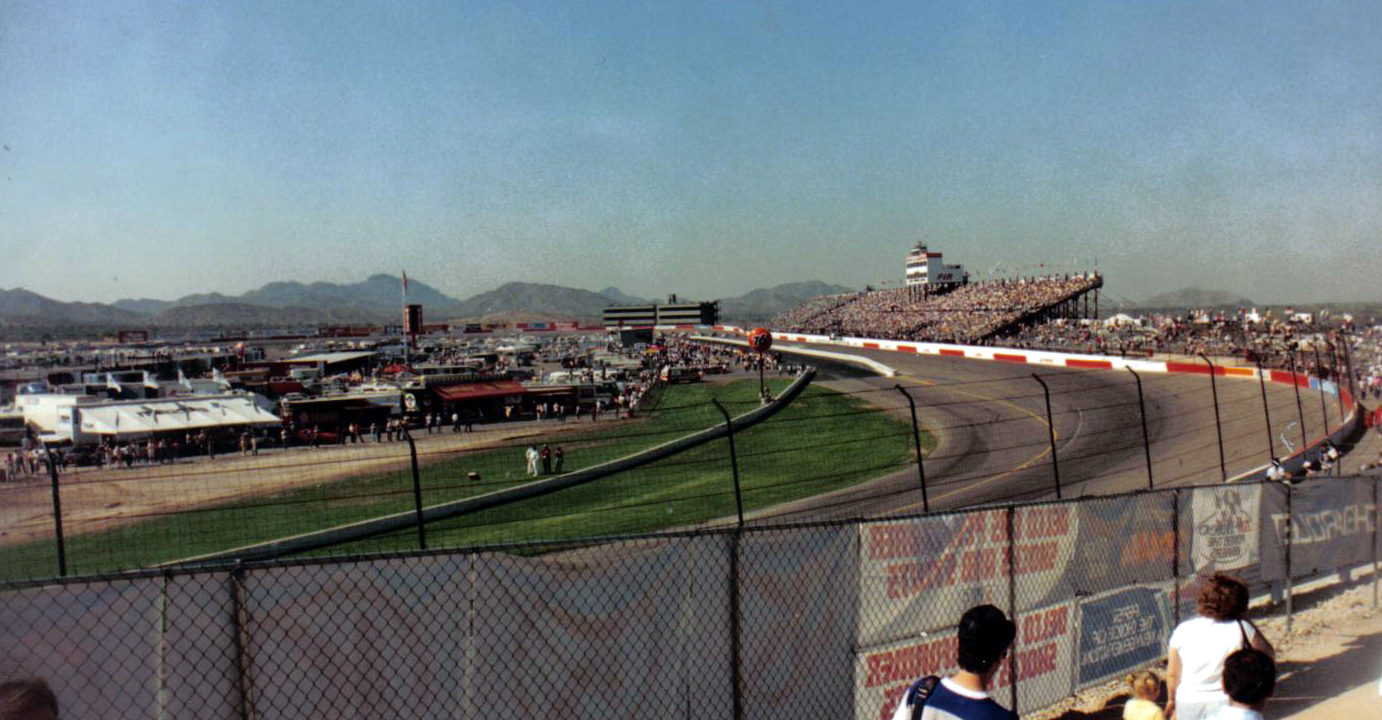
Le circuit en 1989.
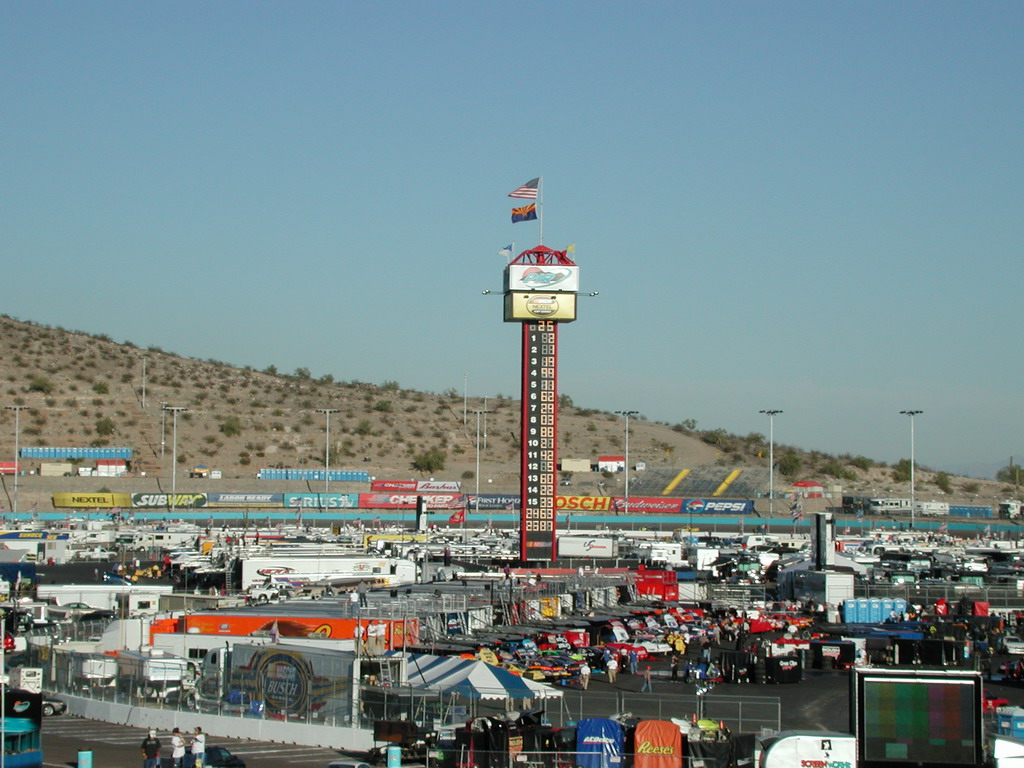
4 novembre 2004.
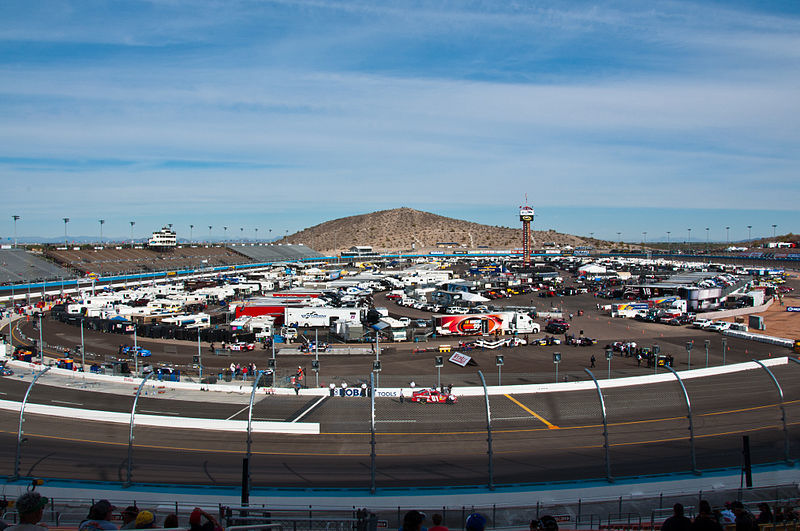
Novembre 2011.